# Полтава-Південна
Полта́ва-Півде́нна — позакласна дільнична станція Полтавської дирекції Південної залізниці, залізничний вузол чотирьох напрямків (на Київ, Харків, Кременчук та Лозову). Розташована на площі Слави, у Подільському районі міста Полтави.

## Історія
В середині XIX століття у тодішній Російській імперії було ухвалено рішення спорудження ряду залізниць, які сполучили колишні центральні губернії з морськими портами.
1864 року ухвалено рішення побудувати залізницю, яка сполучила Одесу через Миколаїв, Полтаву та Харків.
1 серпня 1870 року відкрита станція під первинною назвою Полтава Харківсько-Миколаївської залізниці на лінії Полтава — Кременчук. 1 червня 1871 року відкрито регулярний рух поїздів у напрямку Харкова.
1870 року на станції побудоване паровозне депо, 1871 року відкриті паровозоремонтні майстерні, що поклали початок роботи Полтавського тепловозоремонтного заводу. 1901 року відкритий регулярний рух поїздів лініями Полтава — Київ та Полтава — Лозова, що перетворило станцію вузловою.
1 лютого 1934 року, в ході реформи на залізничному транспорті, утворена Південна залізниця. Станція Полтава-Південна стала центром Полтавського відділення Південної залізниці.
22 вересня 1999 року станція Полтава-Південна урочисто відкрита після капітального ремонту.
У серпні 2008 року Полтава-Південна електрифікована змінним струмом (~25 кв), що поклало початку електрифікації дільниці Полтава — Кременчук. 21 серпня 2008 року відбулося урочисте відкриття руху поїздів електрифікованою дільницею. Електропоїзд сполученням Полтава — Огульці вперше вирушив від Південного вокзалу. З часу введення в експлуатацію електрифікованої дільниці Коломак — Огульці — Люботин-Західний електропоїзди курсували з Київського вокзалу без заходу на станцію Полтава-Південна. Електрифікація Південного вокзалу була одним з етапів електрифікації Кременчуцького ходу.
15 квітня 2011 року зі станції Полтава-Південна урочисто відправився пасажирський поїзд сполученням Полтава — Москва імені двічі Героя Радянського Союзу, льотчика-космонавта Георгія Берегового.
28 жовтня 2010 року відкрита електрифікована дільниця Полтава-Південна — Мала Перещепинська.
15 листопада 2011 року завершена електрифікація дільниці Кременчук — Полтава-Південна. Цю дільницю відкривав новий приміський електропоїзд Південної залізниці — ЕПЛ9Т-015. 5 травня 2012 року відбулося відкриття електрифікованої дільниці Полтава-Південна — Лозова.

### Південний вокзал
1871 року на станції побудована невелика тимчасова дерев'яна вокзальна будівля для пасажирів, яка проіснувала до 1880 року. 1880 року споруджено першу будівлю вокзалу у «дворянському» стилі з елементами декоративного дерев'яного різьблення на фасаді. З кожного боку будівлю обрамляли «солярні стовпи». На вході до вокзалу розміщувався літній зал чекання з дерев'яними лавами. Праворуч від вокзалу знаходилася водонапірна вежа..

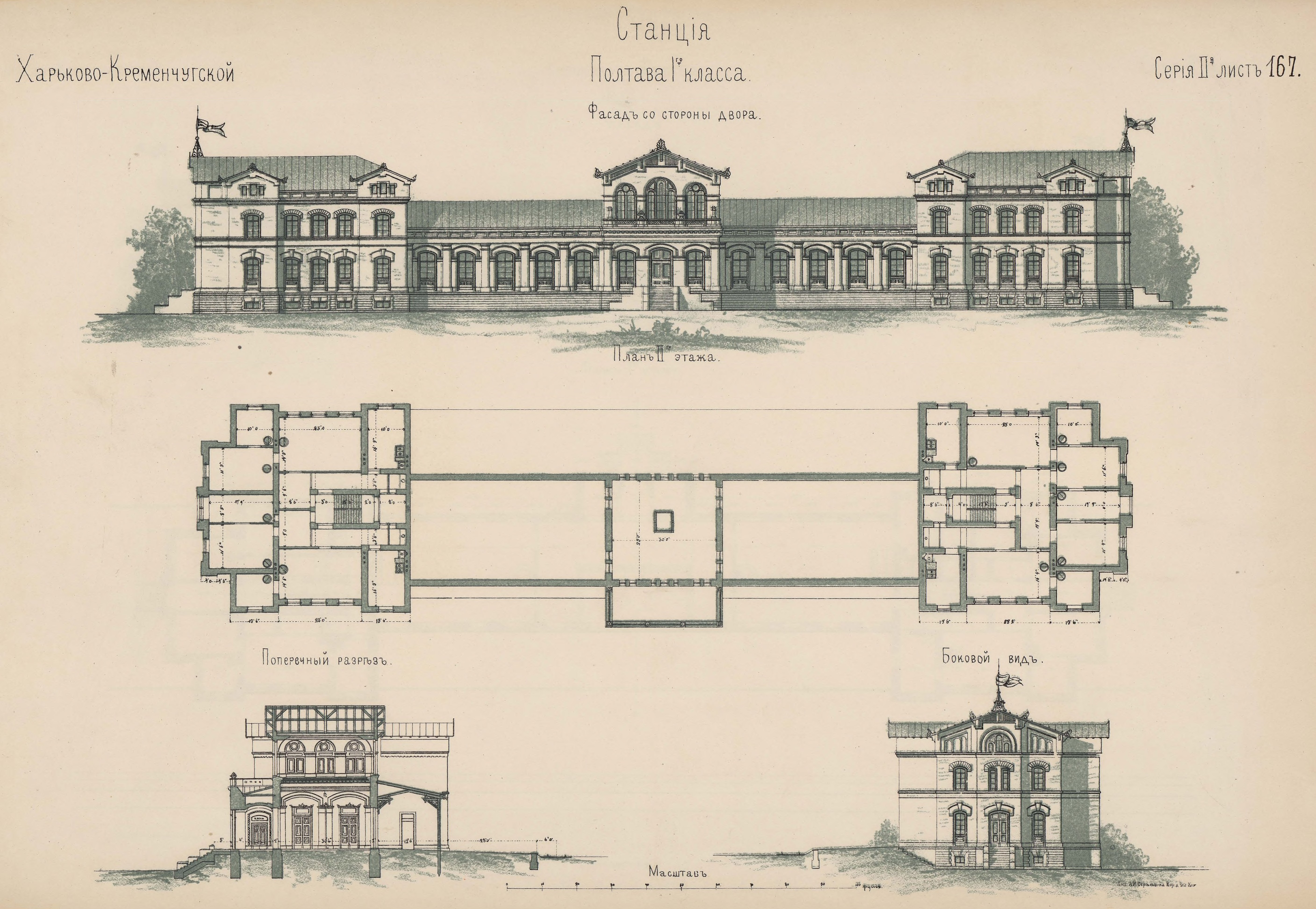
Креслення будівлі (1872)

На початку 1920-х років вокзальна будівля була реконструйована і її зовнішній вигляд зазнав незначних змін.
1937 року через замалі зали чекання вокзальної будівлі керівництвом Південної залізниці було вирішено вокзал перебудувати та розширити, добудувавши додаткий зал чекання та декілька допоміжних приміщень. Разом з цим було розширено фоє за рахунок ліквідації літньої зали чекання та демонтовано дерев'яні різьблені елементи, які «нагадували про епоху царату». Оновлений вокзал було відкрито 4 квітня 1938 року.

Барельєфи на фасаді вокзалу
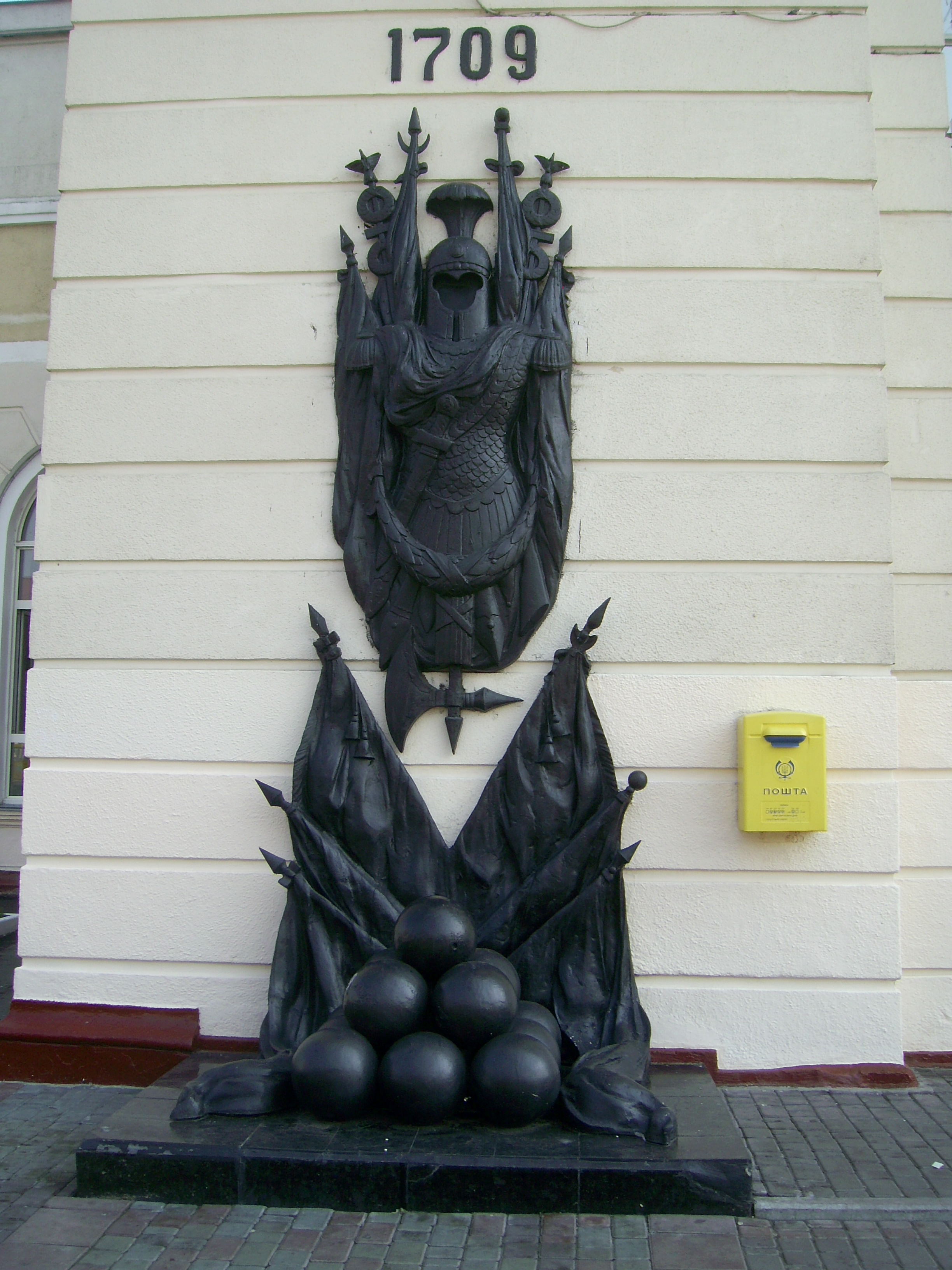
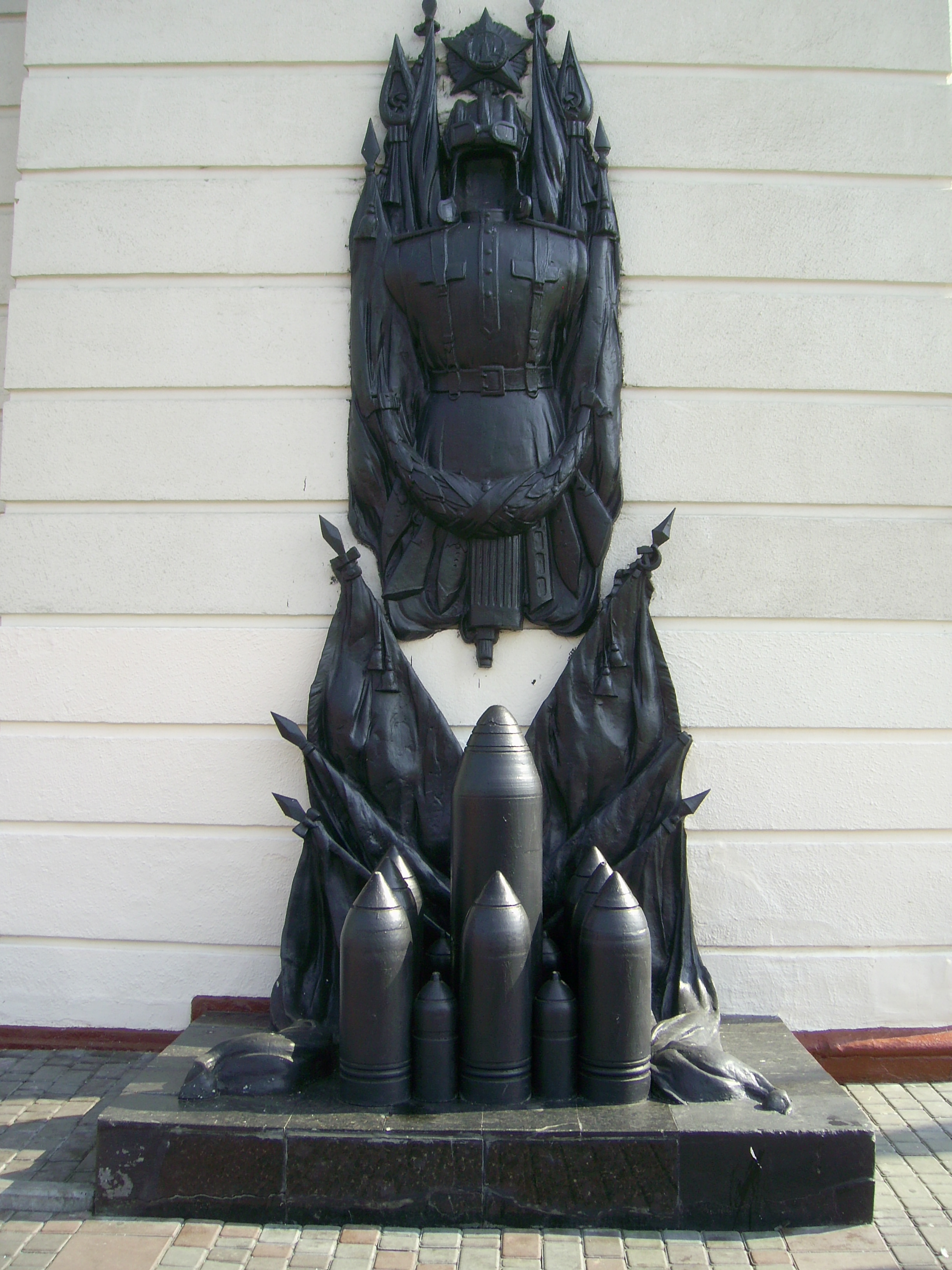

Під час Другої світової війни вокзал був зруйнований фактично вщент — від нього залишилась лише одна стіна з боку залізничних колій.
Сучасна будівля залізничного вокзалу збудована 1947 року за проєктом Євгена Лимаря трестом «Південтрансбуд», який тоді очолював заступник начальника Південної залізниці — начальник Управління відновлювальних робіт Михайло Бондаренко. Південний вокзал вирізняє ансамблева забудова з елементами класицизму, монументальність споруди, суворі симетричні форми. З боку площі Слави центральний вхід у вокзал прикрашають монументальні барельєфи, які символізують славну історію міста — Полтавську битву 1709 року та визволення міста від німецько-фашистських окупантів у 1943 році.
У 1999—2000 роках, до 1100-річчя заснування Полтави, було проведено реконструкцію та модернізацію вокзального комплексу, оновлено будівлю вокзалу та привокзальну територію. Значної реконструкції вокзальний комплекс зазнав перед Чемпіонатом Європи з футболу 2012 року.
Південний вокзал — пам'ятка архітектури місцевого значення, відповідно з наказом Управління культури Полтавської ОДА від 19 жовтня 2010 року № 358 «Про Перелік об'єктів культурної спадщини Полтавщини (історія та монументальне мистецтво)».
Вокзал має вихід на площу Слави, вулицю Гайового та Вокзальну. На площі Слави, біля вокзалу, розташована кінцева зупинка тролейбусних маршрутів № 2, 4, 6, маршрутних таксі № 40, 49, 50, 54, 60 та автобусних маршрутів № 50, 51, 52. До 11 квітня 2022 року діяв тролейбусний маршрут № 1, який сполучав вокзал станції Полтава-Південна з Київським вокзалом. У 2018 році на привокзальній площі відкрита приміська автостанція «Полтава-4», яка обслуговує автобусні рейси з Котельвою, Харковом, Чутовим тощо.
29 червня 2025 року російські війска нанесли удар по вокзалу Полтава-Південна, пошкодивши залізничну інфраструктуру.

## Інфраструктура станції
Полтава-Південна є головною станцією Полтавської дирекції Південної залізниці. Це основна залізнична станція міста, переважно приміське сполучення здійснюється саме звідси. Найбільше поїздів далекого сполучення також проходить саме через цю станцію, однак деякі зупиняються лише на станції Полтава-Київська.
На станції розташоване управління Полтавської дирекції залізничних перевезень (ДН-4), пасажирський вокзал 1-го класу, локомотивне депо (ТЧ-5), моторвагонне депо (РПЧ-2), вантажне вагонне депо (ВЧД-9), дистанція шляху (ПЧ-11), дистанція сигналізації та зв'язку (ШЧ-6), Полтавське (БМЕУ-6) і Південне (БМЕУ-685) будівельно-монтажні експлуатаційні управління, дистанція електропостачання (ЕЧ-4), пасажирська вагонна дільниця (ВЧ-4), відновний поїзд (ВП-5), відділ поліції, міжрайонна транспортна прокуратура. Під'їзні шляхи з'єднують станцію з декількома промисловими підприємствами, серед яких Полтавський тепловозоремонтний завод, ВАТ «Полтаватрансбуд», ВАТ «Полтавський комбінат хлібопродуктів», хлібозавод тощо.
Станція складається з шести парків: Пасажирського, Сортувального, Ромоданівського, Люботинського, Ворсклянського та Передгіркового. До станції примикають триколійний перегін Полтава-Південна — Вакулинці (дві колії на Харків-Пасажирський і одна на Гребінку), а також двоколійні перегони Полтава-Південна — Мала Перещепинська (на Кременчук) і Полтава-Південна — зупинний пункт 18 км (на Лозову).
Колії станції орієнтовані у напрямку «північ — південь». Загальна кількість колій — близько 60, не рахуючи тракційних та під'їзних. Локомотивне та моторвагонне депо розташовані у північній частині станції.
Станція електрифікована змінним струмом (~25 кВ). Розгорнута довжина контактної мережі становить близько 71 км. На станції застосовується автоматичне блокування і диспетчерська централізація стрілок та сигналів з мікропроцесорним набором маршруту. З 2013 року станція має електрифіковану сортувальну гірку. Пост ЕЦ розміщений в районі Південної горловини сортувального парку. Освітлення станції забезпечується як за допомогою прожекторних щогл, так і світильників, встановлених на жорстких поперечинах контактної мережі.
На станції чотири низьких пасажирських платформи. Пішохідний міст не забезпечує вихід на жодну з них — він грає роль переходу з вокзалу до вагонного депо. В межах сортувальному парку є ще один пішохідний міст, автомобільні переїзди і пішохідні переходи, що забезпечують вихід в мікрорайони Лісок, Новобудова та Дублянщина.

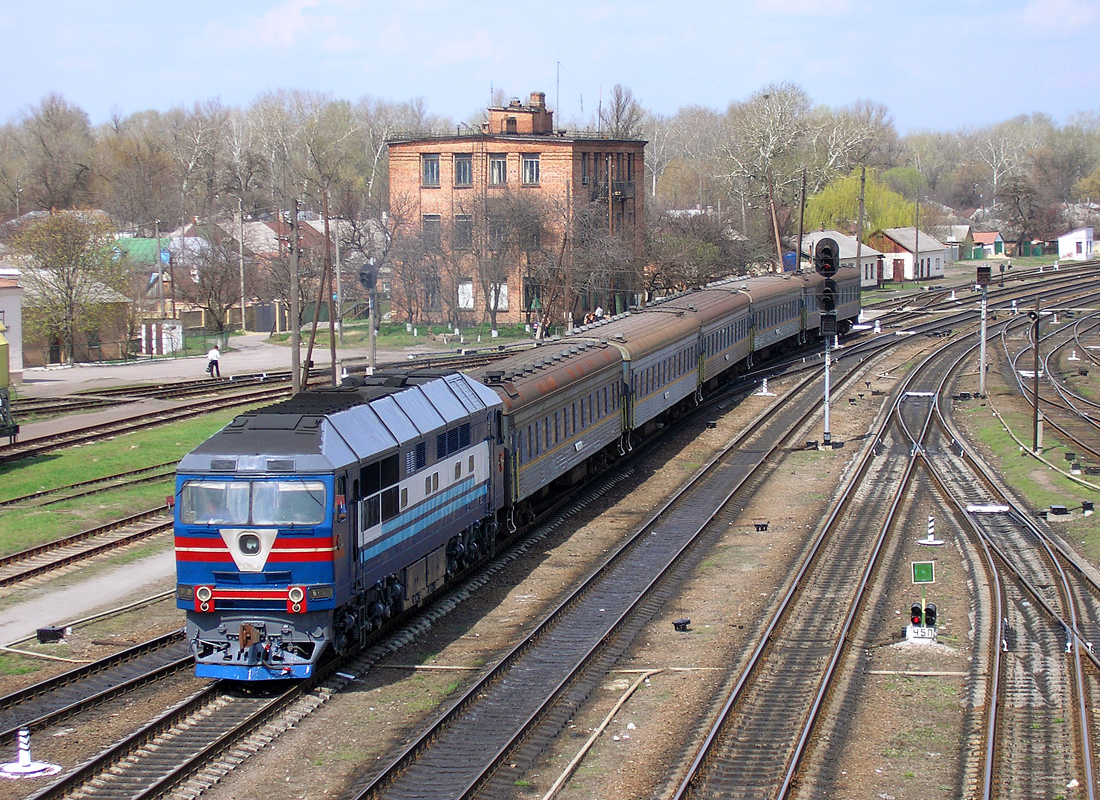
Північна горловина станції до електрифікації (2006). Прибуття приміського поїзда Харків — Полтава під тепловозом ТЕП70.
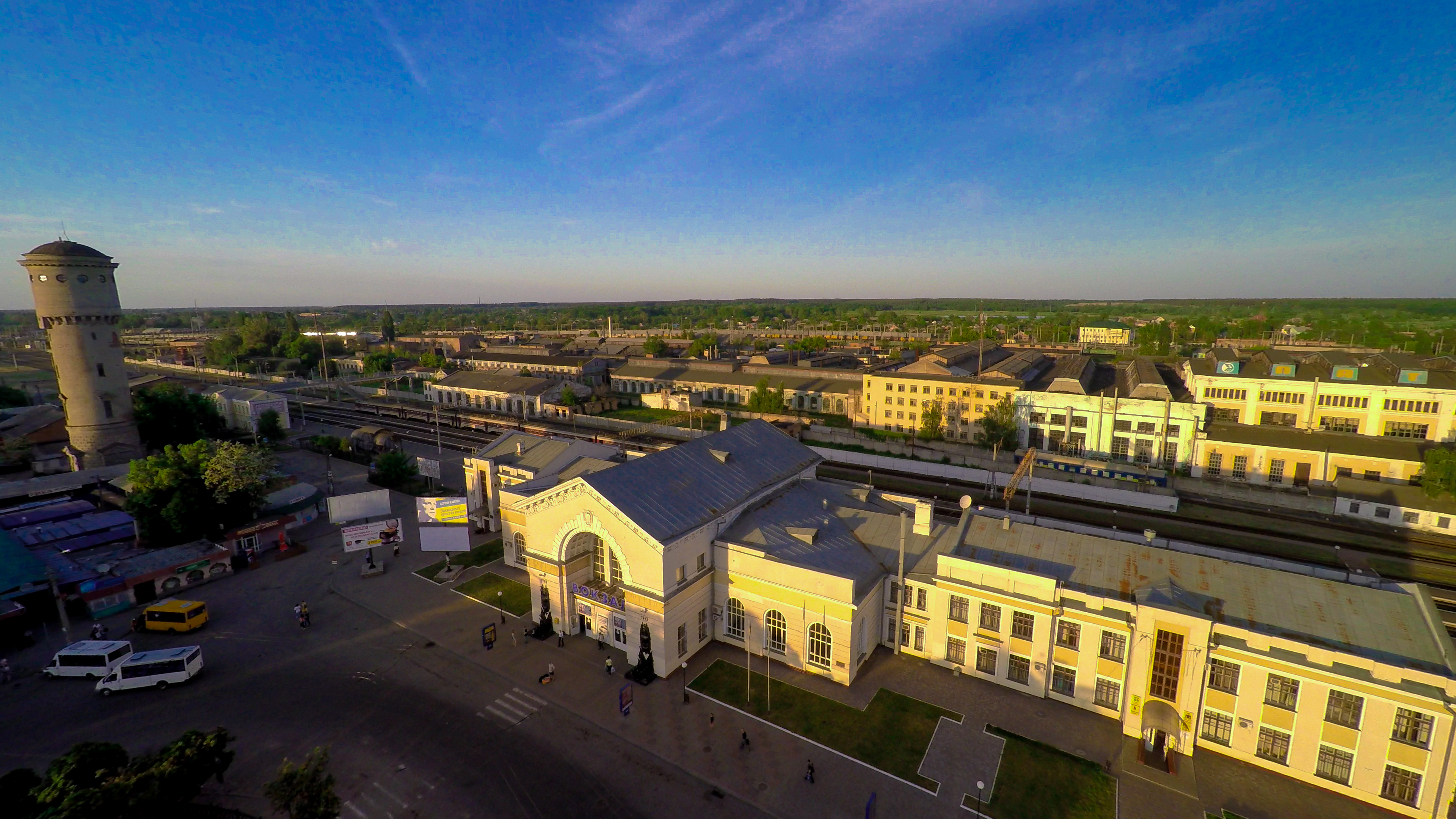
Краєвид зверху. Центральну частину зображення займає будівля Південного вокзалу. Зліва — водонапірна вежа (1912). На задньому плані — будівлі Полтавського тепловоремонтного заводу (праворуч)

## Пасажирське сполучення
Поїзди далекого сполучення
Через станцію прямують пасажирські поїзди у чотирьох напрямках — Харківському, Київському, Кременчуцькому та Лозівському.
У літній період і у святкові дні призначаються додаткові поїзди у напрямку Західної та Південної України.
З 12 грудня 2016 року «Укрзалізниця» призначала курсування через день вагонів безпересадкового сполучення Луцьк — Харків через Рівне, Козятин I, Знам'янку, Павлиш, Кременчук, Кобеляки, Полтаву в складі регіонального поїзда № 793/794 «Дніпровські зорі» Харків — Імені Тараса Шевченка. З 11 грудня 2017 року, замість вагонів безпересадкового сполучення, був призначений нічний швидкий поїзд сполучення Харків — Ковель (курсував через день, скасований у березні 2020 року).
Приміські поїзди
Зі станції Полтава-Південна відправляються приміські поїзди до станцій:
- у харківському напрямку: Огульці, Коломак. Усі поїзди, що прямують до Огульців, де існує узгоджена пересадка на приміські сполученням поїзди Огульці — Харків;
- у київському напрямку: Гребінка, Ромодан (Полтавська область). На станції Гребінка існує узгоджена пересадка на поїзди сполученням Гребінка — Київ;
- у кременчуцькому напрямку: Кременчук, Кобеляки (Полтавська область).
  - З 22 вересня 2018 року призначався поїзд до станції Золотнишине (місто Горішні Плавні), але через нерентабельність за місяць був скасований;
- у лозівському напрямку: Берестин, Лозова (Харківська область).

На приміських маршрутах працюють електропоїзди ЕР9М, ЕПЛ9Т, дизель-поїзди ДР1А.

## Галерея

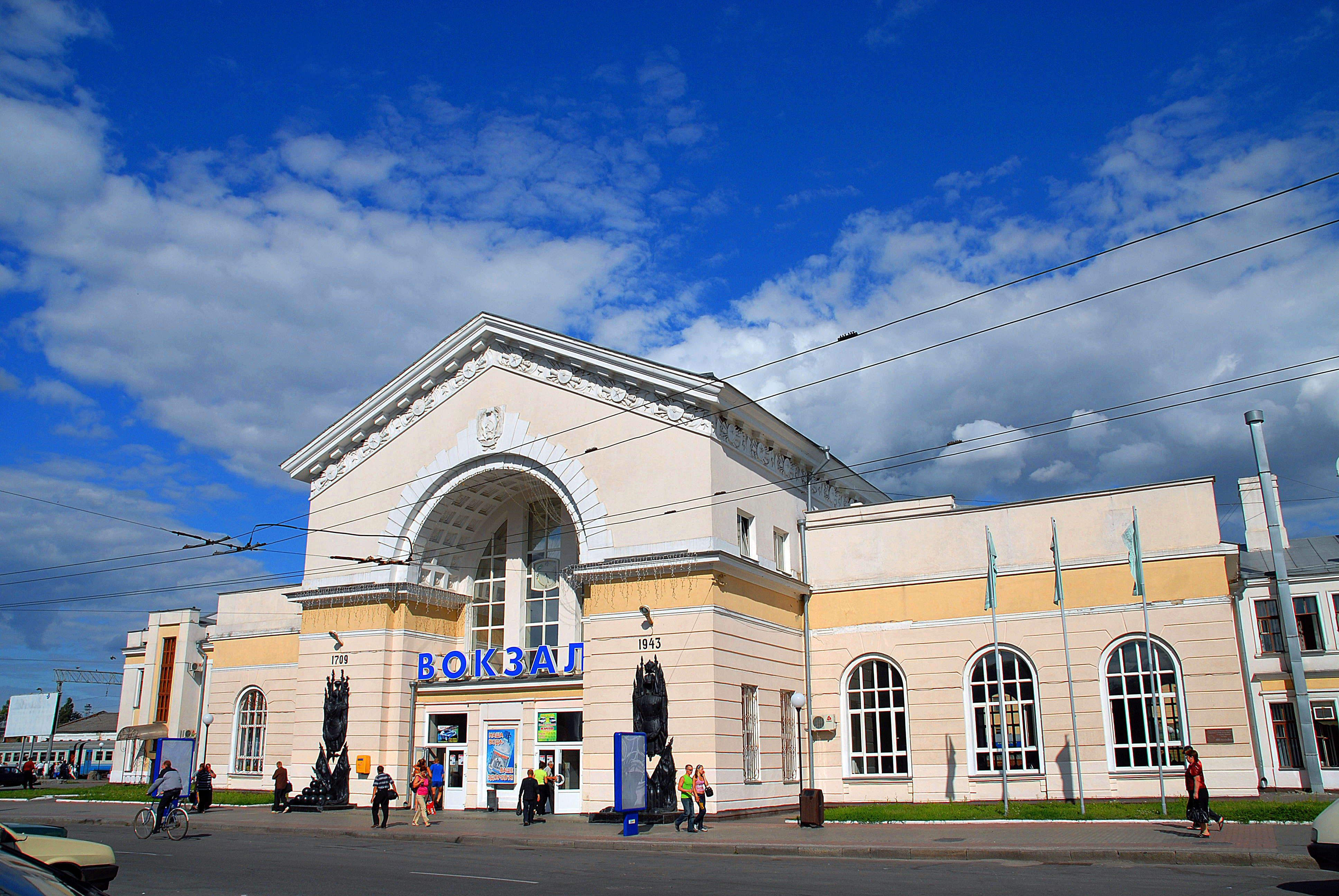
Вокзал з площі Слави
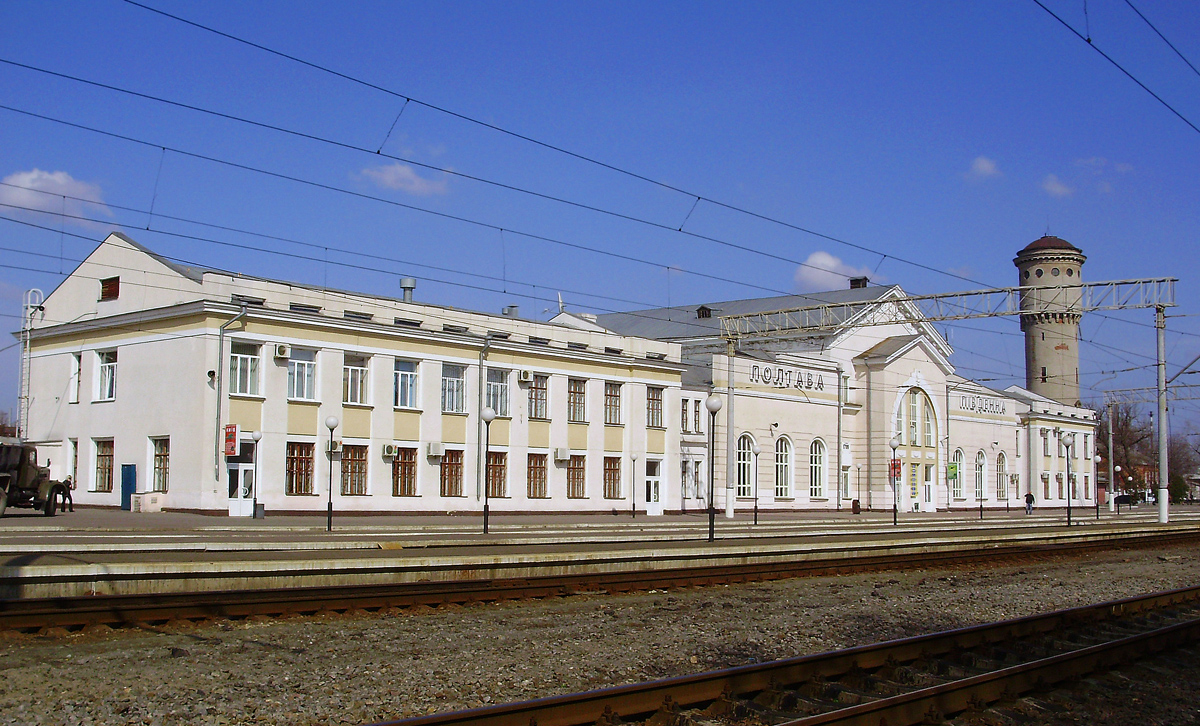
Вокзал з боку залізниці
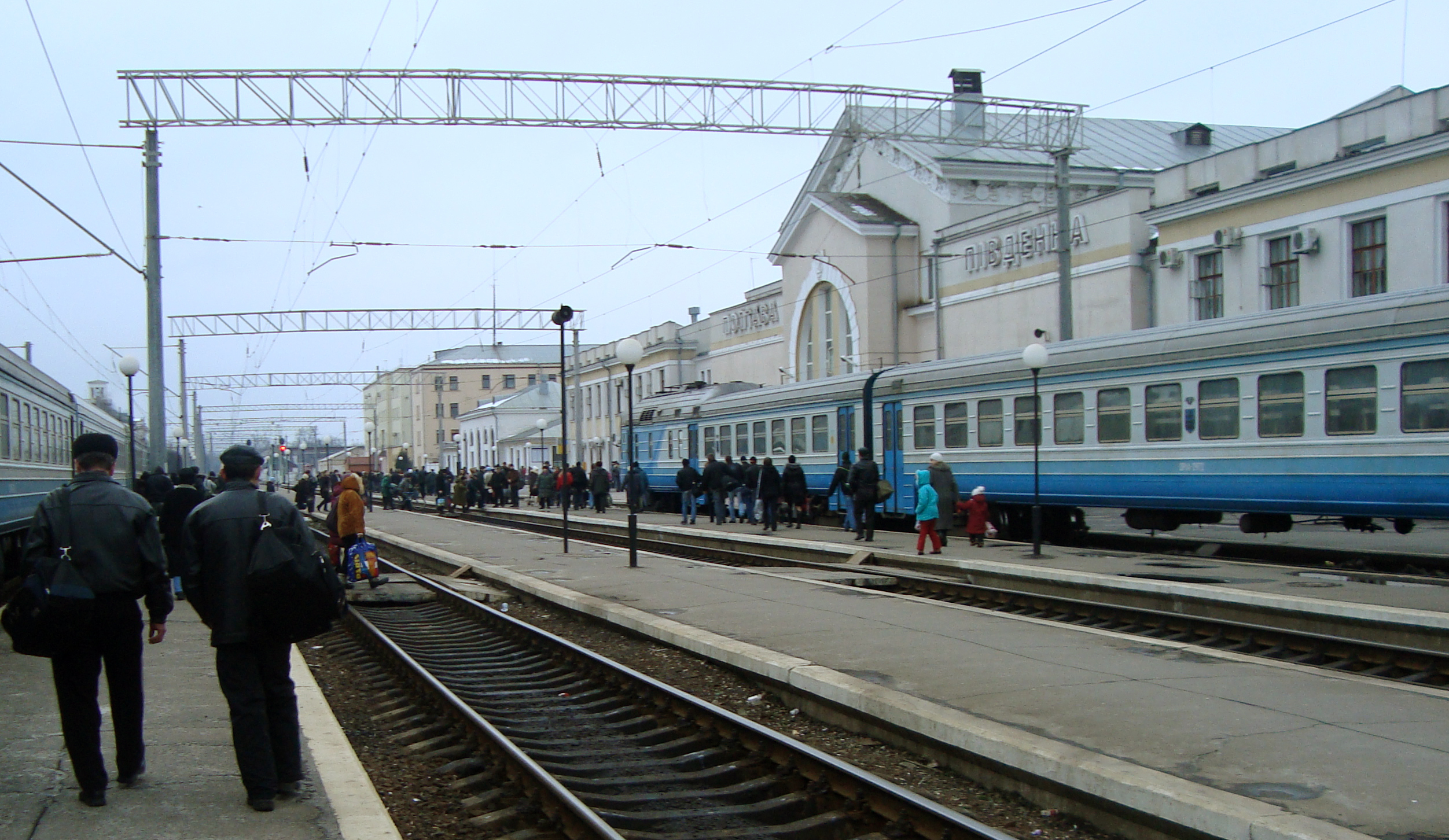
Вигляд з платформи № 4
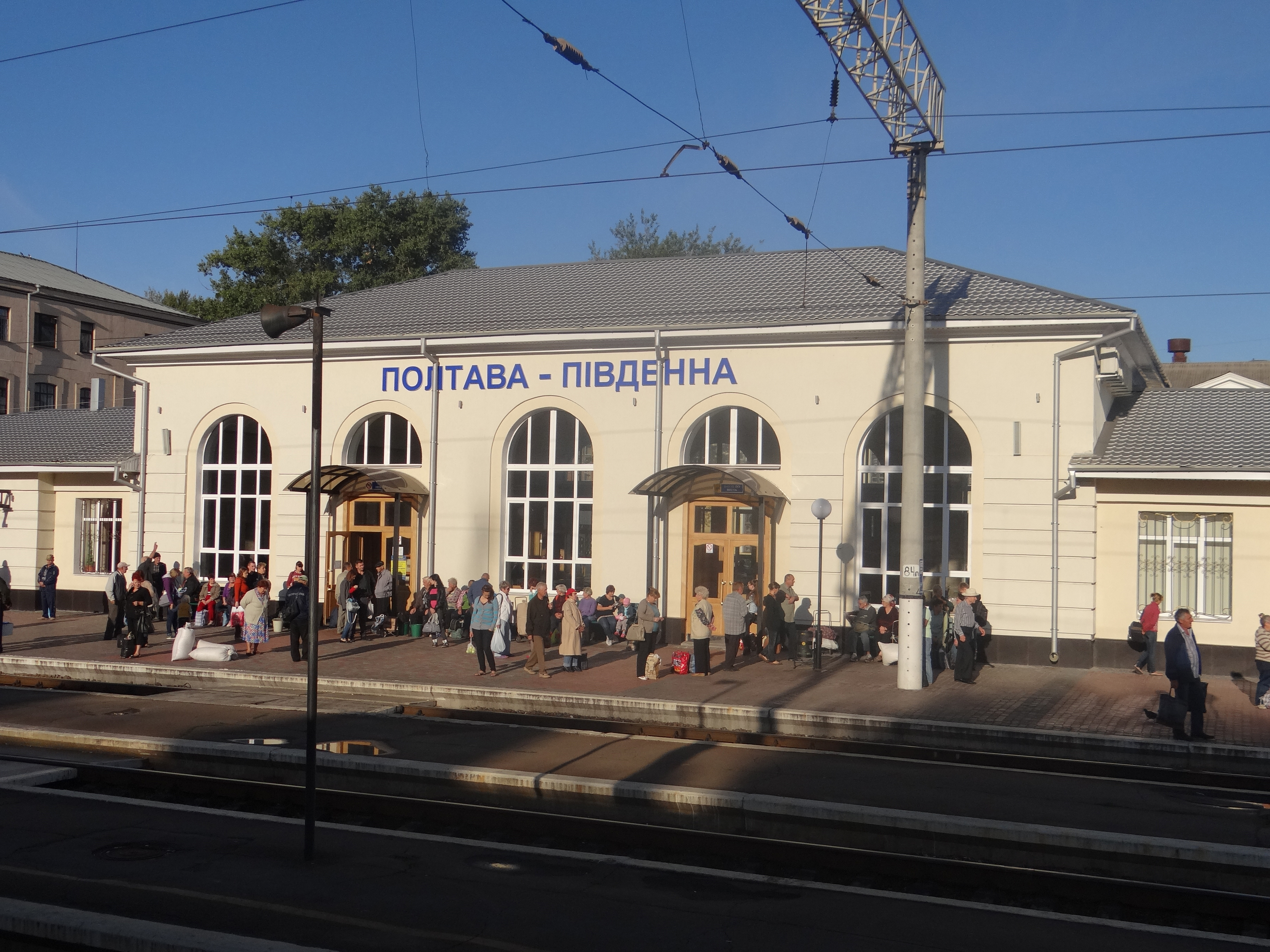
Приміські каси